# Réserve naturelle régionale Trésor
La réserve naturelle régionale Trésor (RNR124) est une réserve naturelle régionale située dans le département de Guyane. Classée en 2010, elle occupe une surface de 2 464 hectares et protège divers milieux parmi lesquels de la forêt de plaine, de la forêt marécageuse et des ensembles de savanes humides. 

## Localisation

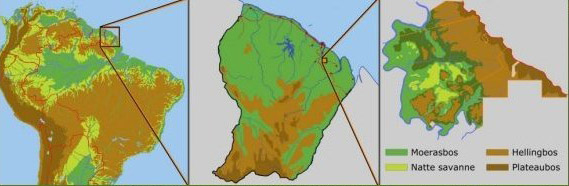
Localisation de la réserve naturelle.

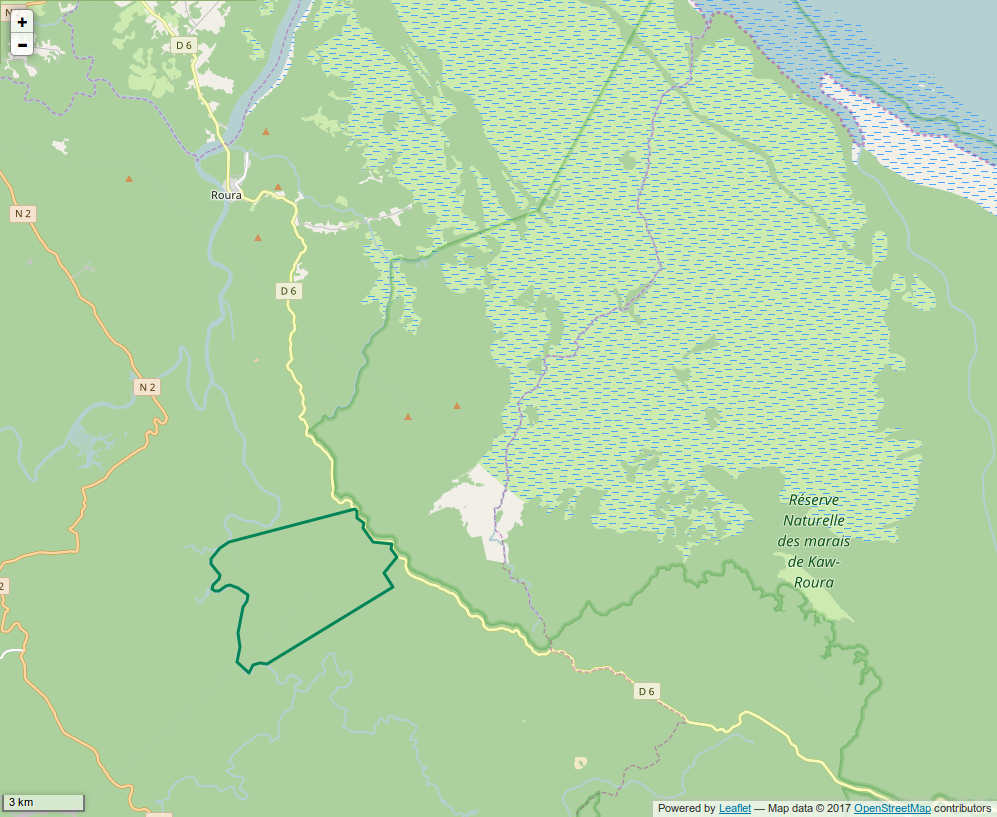
Périmètre de la réserve naturelle.

Le territoire de la réserve naturelle est dans le département de Guyane, sur la commune de Roura, depuis la montagne de Kaw à une vingtaine de kilomètres de cette ville jusqu'à la rivière Orapu.

## Histoire du site et de la réserve
À la fin du XIXe siècle, cette région a été l’objet de convoitises pour ses gisements d’or alluvionnaire. 

## Écologie (biodiversité, intérêt écopaysager…)
Le principal intérêt de la réserve naturelle consiste en la présence de forêts tropicales humides qui possèdent une grande richesse en espèces endémiques rares et menacées.

### Climat
Le climat de la forêt tropicale est caractérisé par une différence peu marquée entre les températures tout au long de l'année. On constate une température moyenne de 18° pendant la journée alors que la pluviométrie annuelle est de 1700 à 2 000 mm avec des pointes à 4 000 mm localement.

### Flore
Plus de 1 100 espèces végétales ont été répertoriées par les botanistes. On distingue 7 types principaux de végétation : forêt de sommet de montagne, sur collines aux pentes douces, sur pentes abruptes, temporairement inondée, marécageuse, forêt de montagne isolée et savane humide.

### Faune
Des suivis et des observations de la faune ont permis de reconnaître 312 espèces d’oiseaux, 101 espèces de mammifères, 70 espèces de reptiles, 47 espèces d’amphibiens et 109 espèces de fourmis. 
Parmi cette l'avifaune diversifiée, on trouve le Sarcoramphe roi, le Grand urubu, la Buse blanche, le Milan à queue fourchue, le Faucon des chauves-souris, le Caracara à gorge rouge, l'Hocco alector, l'Agami trompette, l'Ara macao et l'Ara chloroptère, le Piaye écureuil, le Cabézon tacheté, le Piauhau hurleur et d'autres cotingidae, le Cardinal flavert, ardoisé et érythromèle, le Tohi silencieux, le Cassique vert, le Troglodyte musicien, des colibris, des trogons, des toucans, des pics, des passereaux forestiers (comme le Grimpar bec-en-coin, le Fourmilier manikup, le Batara fascié, l’Alapi carillonneur, le Myrmidon à flancs blancs), des manakins (notamment les Manakins casse-noisettes, à front blanc et à tête d’or), des merles, des tangaras.

## Intérêt touristique et pédagogique
Le sentier botanique de Trésor, dernier né des circuits pédestres, est l’œuvre des bénévoles de l’Association Trésor.

## Administration, plan de gestion, règlement
La réserve naturelle est gérée par l'Association Trésor.

### Outils et statut juridique
La réserve naturelle a été créée par une délibération du Conseil régional de la Guyane le 12 février 2010.